# 마리 (터닝메카드)
마리는 터닝메카드 W 2기에 등장하는 캐릭터이다.

## 성격

### 1호
고지식하며 맡은 임무에 최선을 다한다.

### 2호
무슨 임무든 즐기면서 한다.

### 3호
멋스러운 것을 좋아하고 옷에 관심이 있다.

## 작중행적

### 터닝메카드 W 2기
버키를 테이밍한 뒤
나로 일행에게 찾아와서는 로키와 배틀을 하게 된다.
나로와 로키가 닥터 X를 배신한 다음에는 데이지와 함께 메카니멀을 모으고 다닌다.
23화에서 1호, 2호가 나로, 나찬과의 배틀에서 패배하고 난 다음 2차원 공간으로 가 에너지를 충전한다.
23화 마지막에서는 3호가 데이지와 함께 나찬 일행의 앞을 막아서며 반다인, 로키와 배틀하게 된다.
24화에서는 켄타스콘을 이용해 나찬, 로키, 반다인과 배틀을 하다가 3호가 데이지에게 "데이지, 가만히 서있지 말고 너도 같이 싸워"라고 말한다.
25화에서는 닥터 X에게 공격당해 기능 정지 상태가 된다.